# نظریه میدان بلور
نظریه میدان کریستال (به انگلیسی: Crystal field theory) (به اختصار CFT) مدلی است که شکستن چندگانگی حالت‌های مدارهای الکترونیکی را مورد بررسی قرار می‌دهد؛ به دلیل میدان ثابت الکتریکی تولیدشده توسط توزیع‌کنندهٔ احاطه‌شده، (آنیون‌ها) معمولاً در اوربیتال‌های d و f مورد بررسی قرار می‌گیرد. این نظریه برای توصیف اسپکتروسکوپی‌های مختلف از ترکیبات کمپلکس فلز واسطه در طیف‌های نوری خاص (رنگ) استفاده می‌شود. CFT با موفقیت برای برخی از خواص مغناطیسی، رنگ‌ها، هیدراتاسیون آنتالپی، و ساختار اسپینل را در مجموعه‌های فلز واسطه به خود اختصاص داده، اما پیوندهای آن را توصیف نمی‌کند. CFT توسط فیزیکدانان هانس بته و جان هاسبورک وان ولک در سال ۱۹۳۰ میلادی توسعه یافت و پس از آن با تئوری اوربیتال مولکولی ترکیب شد تا به شکلی واقع‌بینانه‌تر و پیچیده‌تر از نظریه میدان لیگاند را به وجود آورد، که درک و بینش کلی نسبت به روند پیوند شیمیایی در مجموعه‌های فلز واسطه را ارائه می‌دارد.

## نگارخانه

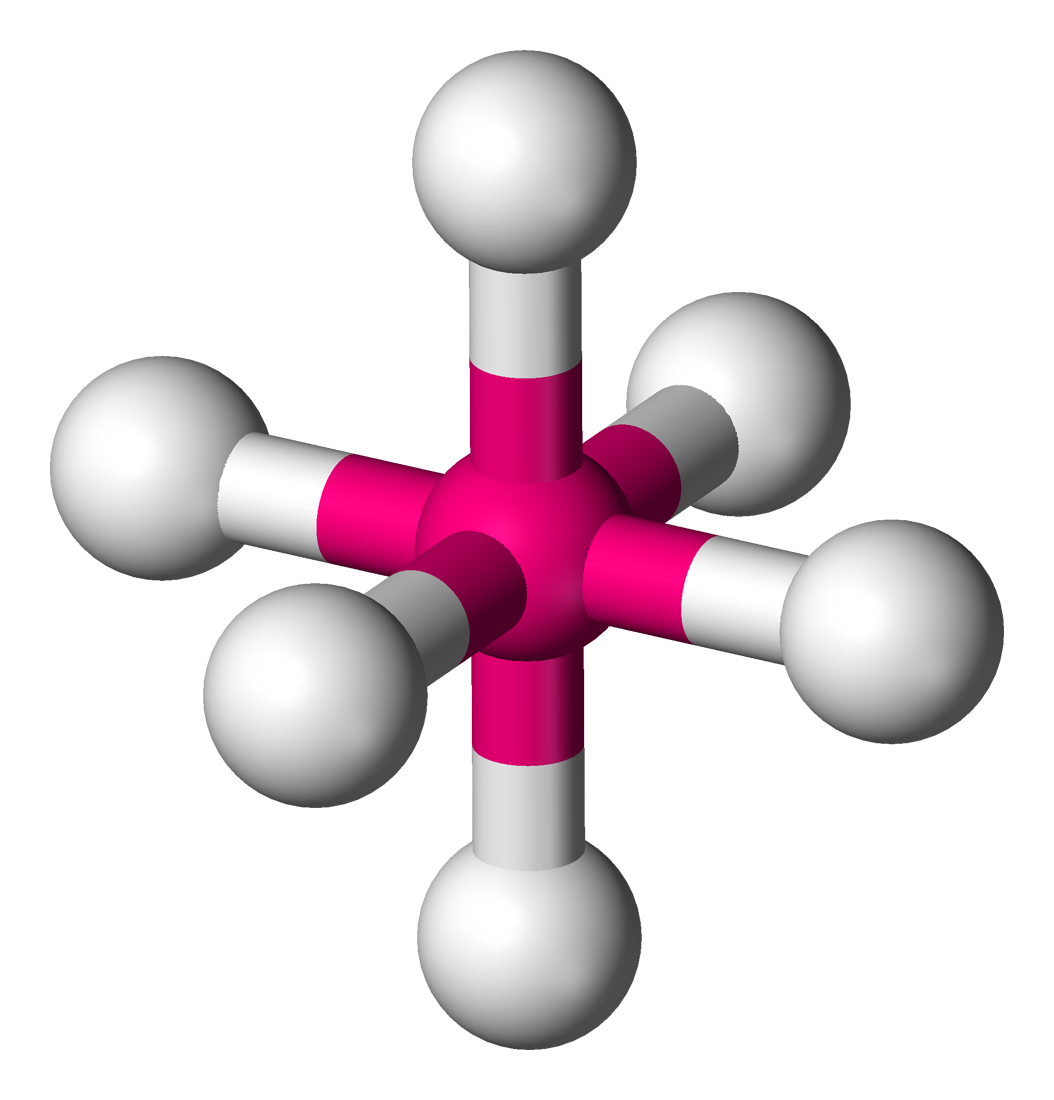
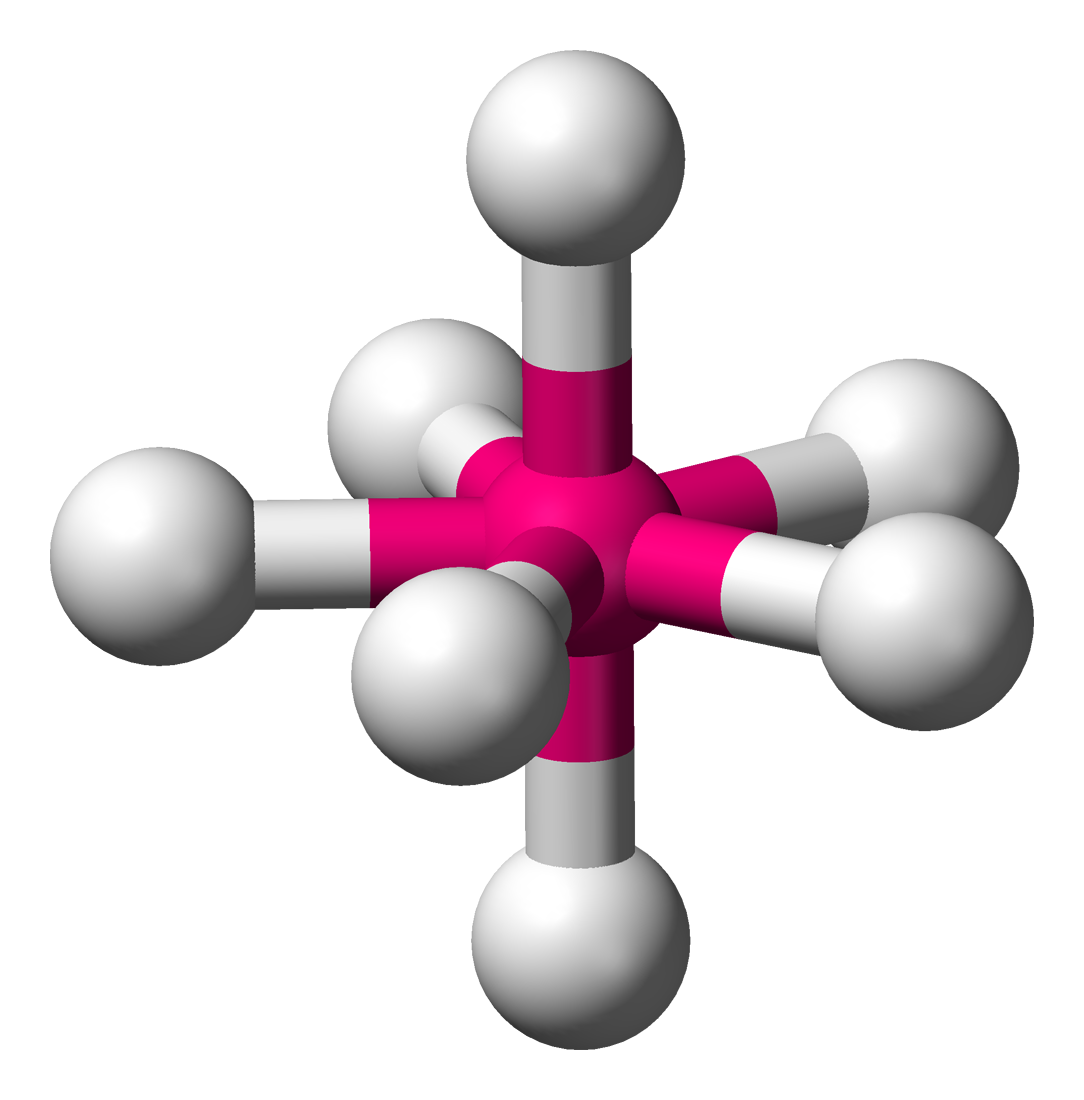
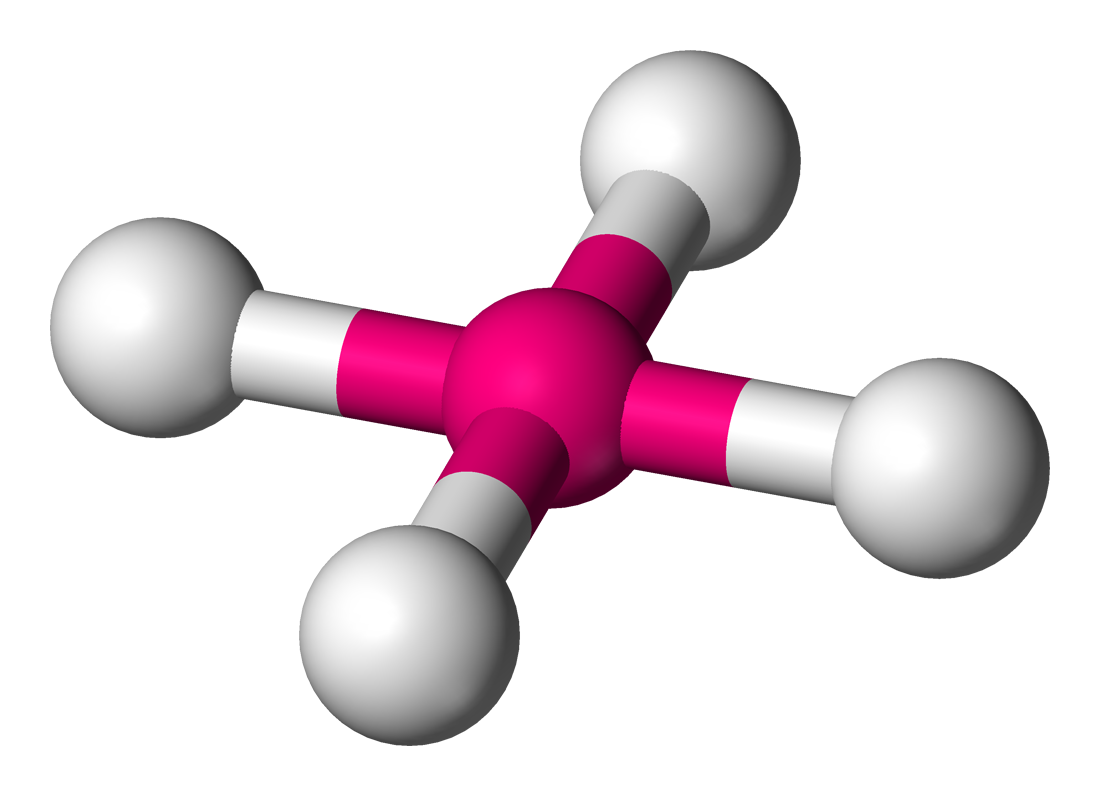
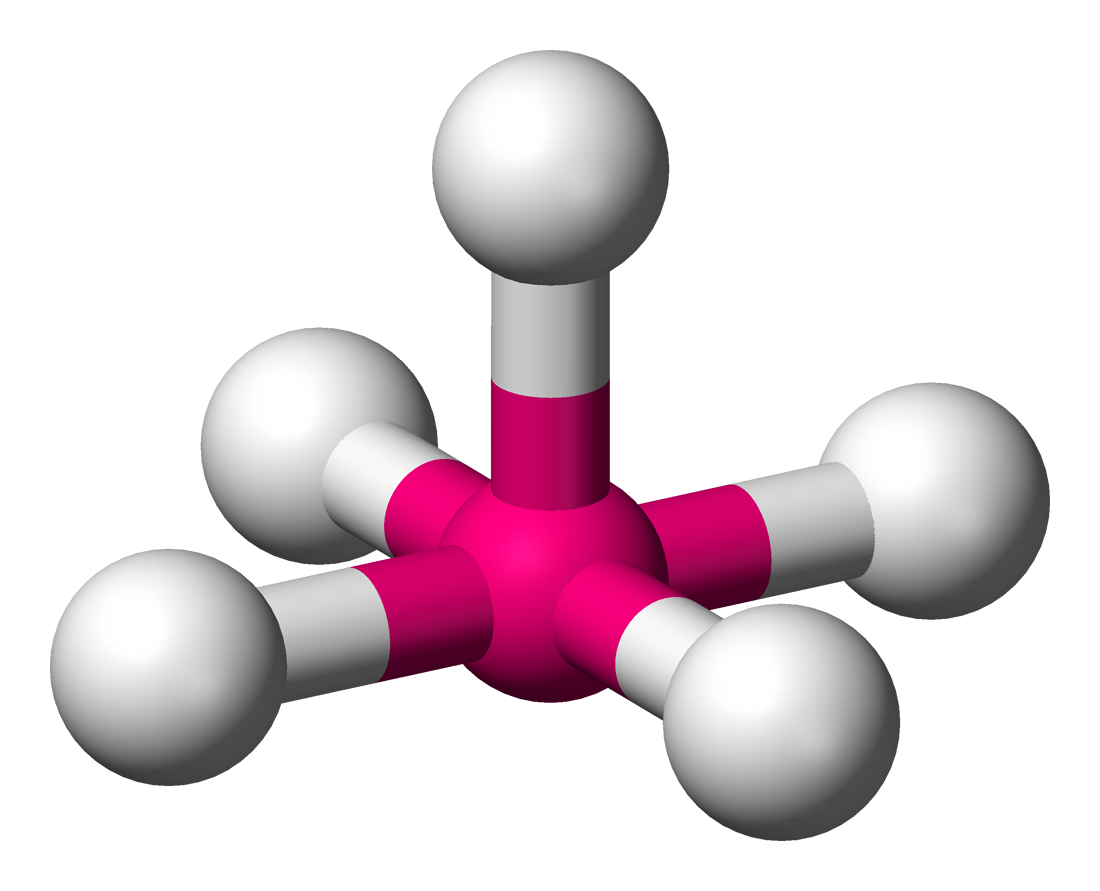
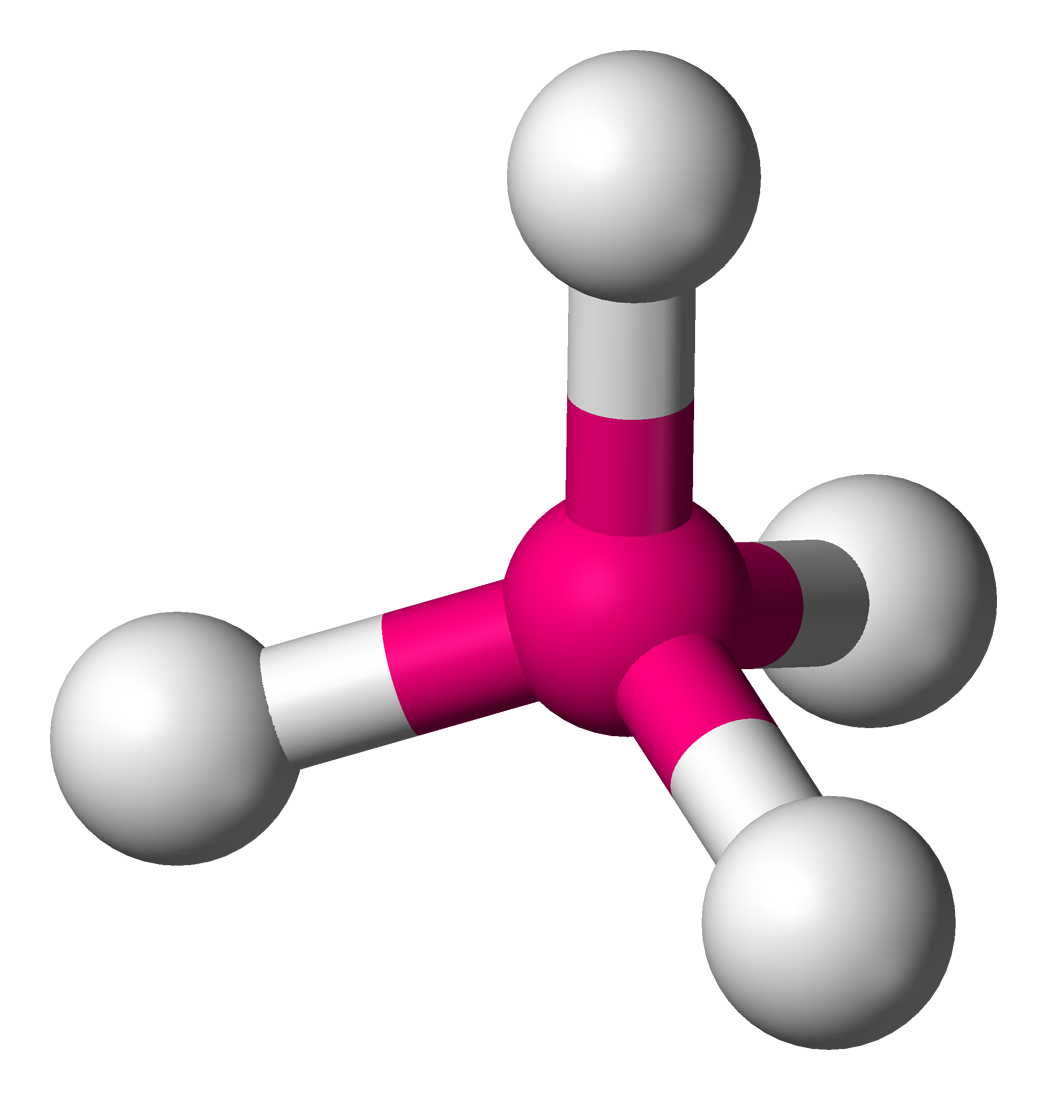
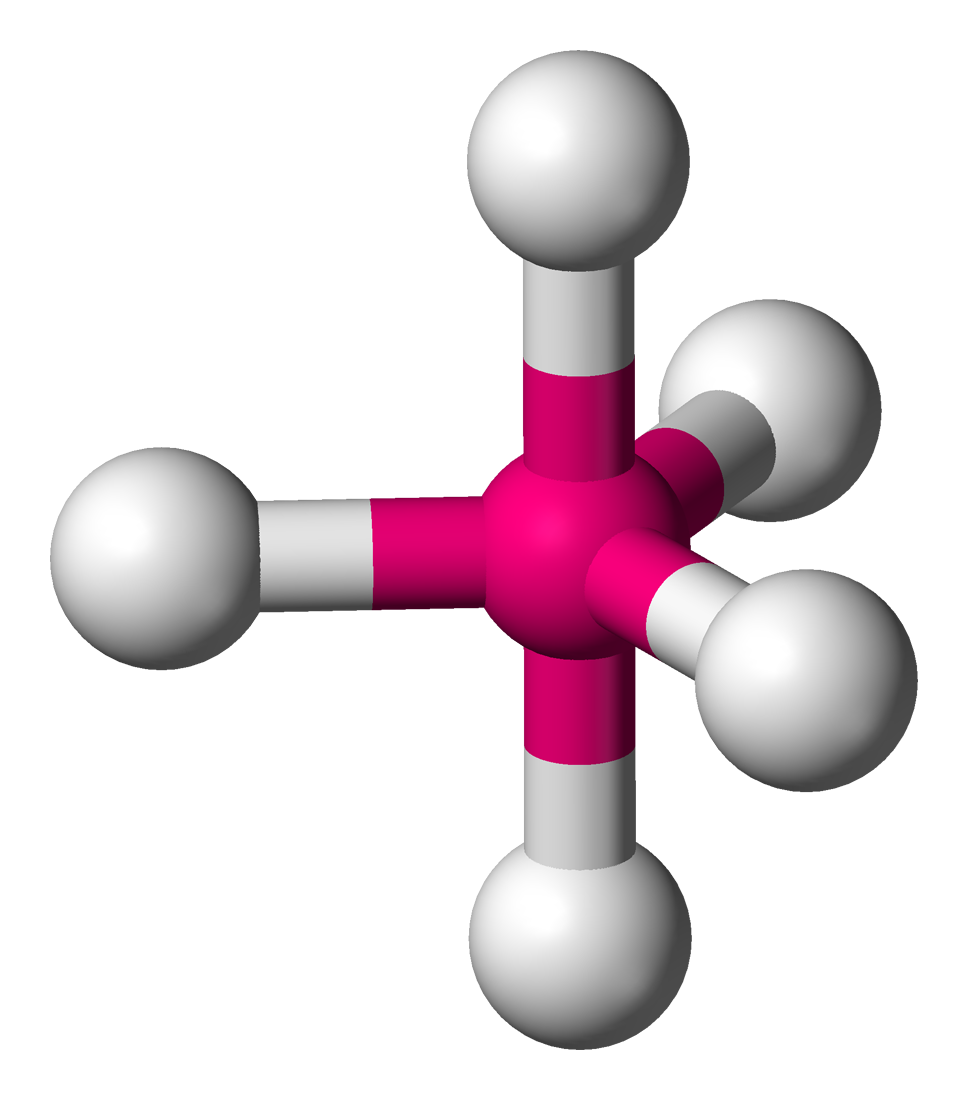
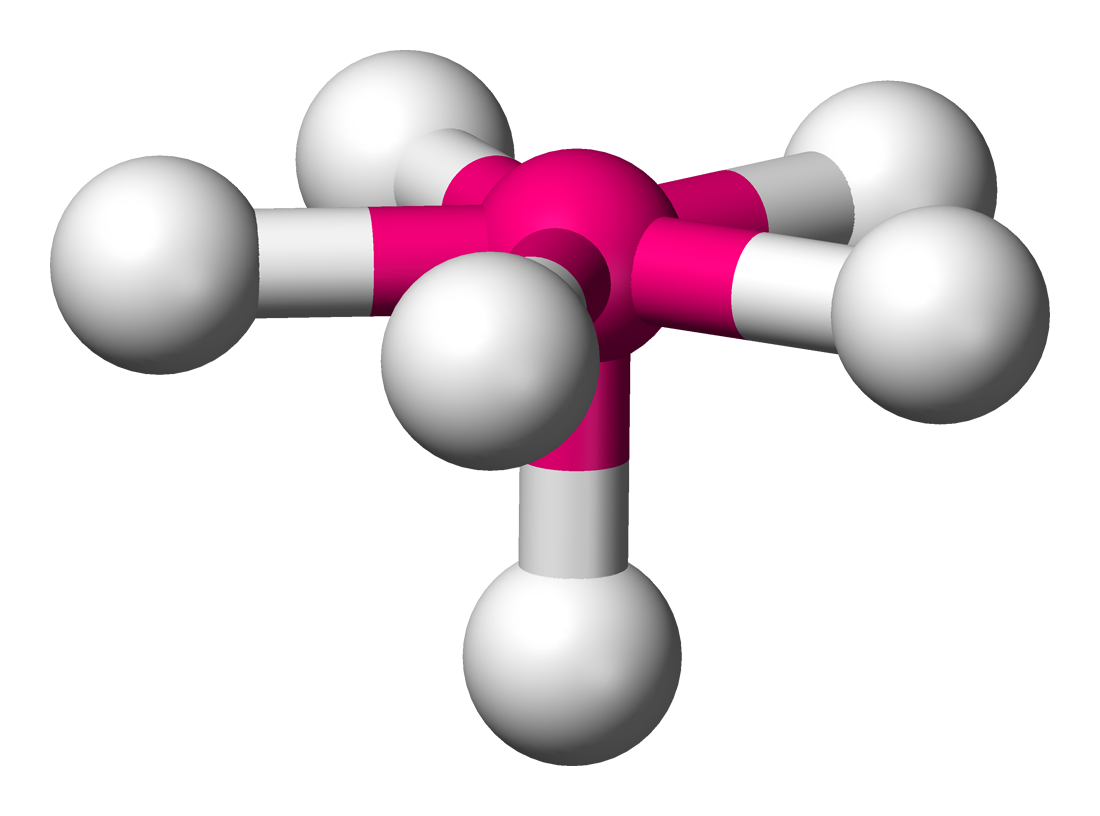